# 杨国亭
杨国亭（1961年10月—），汉族，内蒙古赤峰人，中华人民共和国政治人物。

## 生平
1983年，毕业于东北林学院森林病虫害防治专业。1989年，毕业于东北林业大学，获得森林植物学专业硕士、博士研究生。1989年，担任东北林业大学讲师。1991年，任东北林业大学副教授。1995年，升任教授。2000年，担任黑龙江省森工总局总工程师。2002年10月，任黑龙江省林业厅副巡视员。2011年4月，担任黑龙江省林业厅副厅长。2014年12月，担任黑龙江省林业厅厅长。2018年4月，被开除公职。6月14日，杨国亭涉嫌受贿、贪污案在黑龙江省农垦中级人民法院开庭审理。